# Санкції проти Іраку
Санкції проти Іраку — торгово-фінансове ембарго, введене Радою Безпеки ООН проти Іраку. Санкції почали діяти з 6 серпня 1990 року, через чотири дні після вторгнення Іраку до Кувейту. Дія більшості з них тривала до травня 2003 року, коли Саддам Хуссейн був насильно зміщений з посади керівника Іраку. Частина санкцій, у тому числі і виплата репарацій Кувейту, діє й досі.

## Цілі санкцій. Ухвалення резолюцій
Початкова мета санкцій — змусити Ірак вивести свої війська з Кувейту, а також здійснити виплату репарацій та знищити зброю масового ураження, яку, за неперевіреними даними, мав Ірак. Спершу Рада безпеки ООН прийняла резолюцію № 661, в якій обмовила низку жорстких економічних санкцій щодо Іраку. Після закінчення 1991 року бойових дій у рамках війни в Перській затоці антиіракські санкції, всупереч очікуванням низки експертів, були продовжені; багато в чому продовження санкцій було пов'язане з вимогою припинити виробництво зброї масового ураження (докази якого так і не було виявлено). Колишні та нові санкції були об'єднані в одному пакеті, прийнятому за підсумками чергової резолюції № 687 Ради безпеки ООН. Санкції забороняли будь-які форми торговельно-економічних відносин з Іраком за винятком постачання медикаментів та продовольчих товарів першої необхідності, що постачаються до Іраку в рамках надання міжнародної гуманітарної допомоги. Тим не менш, постачання лікарських препаратів та продовольства піддавалися ретельній регламентації країнами, які сприяли прийняттю санкцій проти Іраку.
Цілі введення санкцій, заявлені в резолюціях 661 і 687 Ради безпеки ООН — домогтися знищення іракським керівництвом нібито виробленої ним зброї масового ураження; добитися того, щоб Ірак списав та знищив розроблені раніше балістичні ракети збільшеної дальності; заборонити іракському керівництву надавати підтримку терористичним рухам та змусити Ірак виплатити репарації та зовнішній державний борг.
Як було зазначено в одному з повідомлень Офісу програми з Іраку при ООН, резолюція 661 Радбезу ООН передбачала введення комплексних (всебічних) санкцій проти Іраку у зв'язку з його вторгненням на територію Кувейту. Ці санкції передбачали суворе обмеження товарів, які могли бути експортовані Іраком в інші держави, та товарів, що підлягали імпорту до Іраку.

## Заборона на ввезення та вивезення товарів
Спочатку Комітет із санкцій ООН не видав повний перелік товарів, які заборонено було ввозити до Іраку, і ухвалив рішення послідовно оцінювати окремі заявки щодо різних товарів, які могли підпадати під санкції. Проте було дозволено ввозити до Іраку медикаменти, продовольчі товари та продукти першої необхідності для потреб цивільного населення в рамках надання гуманітарної допомоги. Особи, які бажали постачати свої товари до Іраку в торгових або некомерційних (у тому числі благодійних) цілях, згідно з програмою санкцій, повинні були подавати заявку на отримання експортної ліцензії в будь-якій державі, що входить до ООН, яка після отримання заявки повинна були надіслати її на оцінку до Комітету з санкцій ООН, який визначав, чи можна ввозити цей товар до Іраку чи ні. Втім, Комітет мав право зберігати своє рішення у секреті. До того ж, будь-який член комітету зі статуту міг накласти вето на дозвіл постачання того чи іншого товару до Іраку без пояснення причини. Така модель санкцій могла об'єктивно вважатися найбільш дискримінаційною порівняно з іншими — як в економічному, так і психологічному планах.
Насамперед під заборону підпадали ті товари, які прямо чи опосередковано могли бути використані у військових цілях. До цього списку, наприклад, потрапляли комп'ютери та трактори. Водночас Комітет залишав на власний розсуд питання про те, що може вважатися товаром першої необхідності для пересічних жителів Іраку, що, своєю чергою, визначало верховне право Комітету дозволяти ввезення таких товарів для потреб населення Іраку чи не дозволяти. У випадку, якщо Комітет із санкцій давав офіційний дозвіл на постачання товару з конкретної країни, він надсилав її представникам повідомлення про це. Представники відповідних органів влади, у свою чергу, повідомляли подавця заявки про те, що його товар може бути завезений на територію Іраку. Таким чином, процедуру санкціонування ввезення товарів до Іраку було надмірно бюрократизовано. Більше того, підприємство, яке отримало схвалення на ввезення товарів, мало постачати їх морським шляхом, і незважаючи на дозвіл, виданий Комітетом, вантажі, що поставляються до Іраку, могли піддаватися інспекції в будь-якій формі і могли бути конфісковані за результатами додаткових перевірок.

У 2002 році список санкцій був дещо пом'якшений, а Комітет із санкцій вирішив запровадити винятки для окремих одиниць товарів, видавши своєрідний «список переглянутих товарів» (англ. List of Good Reviews). Всі товари, які були перераховані в цьому списку, могли бути імпортовані до Іраку без будь-яких обмежень, а одиниці товарів, які могли використовуватися в подвійних цілях (у цивільному житті та у військовій сфері), мали піддаватися перегляду час від часу. У той же час обґрунтованість визначення того, який товар у тих чи інших ситуаціях міг використовуватися населенням Іраку у військових потребах, все ж таки викликала сумніви.

## Ембарго на нафтові постачання
Після введення санкцій Ірак серйозно постраждав від обмежень нафтових постачань, а згодом щодо Багдада систематично діяла програма «нафта в обмін на продовольство». У зв'язку з початком військового протистояння в Перській затоці міжвідомча місія ООН зазначила, що населення Іраку незабаром може опинитися перед масштабною гуманітарною катастрофою, пов'язаною гострою нестачею продовольства, яка може проявитися в поширенні епідемій і голоду. Представники ООН також зазначили, що катастрофа, що загрожує Іраку, виявиться неминучою у разі, якщо кошти, що підтримують життєдіяльність цивільного населення Іраку, не будуть у терміновому порядку йому надані. Уряд Іраку відхилив резолюції № 712 і 716 Радбезу ООН, які пропонували Іраку передати певну кількість нафти в обмін на отримання населенням країни життєво необхідних продовольчих товарів, щоб уникнути важкої гуманітарної кризи. Представники правлячих кіл Іраку розцінили отримані пропозиції як цинічний шантаж і грубе втручання у внутрішні справи.

## Офіційне ухвалення програми «Нафта в обмін на продовольство»
Тим не менш, 14 квітня 1995 року Рада безпеки ООН прийняла нову резолюцію 986, в якій офіційно затверджувалася програма «нафта в обмін на продовольство», яка покликана була допомогти мирним жителям Іраку, які серйозно постраждали від економічних санкцій. Ця програма була запущена у 1996 році, а перші поставки продовольчих товарів розпочалися лише у березні 1997 року. Ця програма фінансувалася рахунок надходжень від експорту іракської нафти. Статистичними компаніями було підраховано, що від темпів реалізації плану продовольчих поставок до Іраку залежало приблизно 60 % населення Іраку, яке наприкінці 1990-х років становило приблизно 26 мільйонів. Спочатку Іраку було дозволено продавати нафти на два мільярди доларів кожні шість місяців, причому дві-три від суми, вирученої за підсумками продажу, надходило на задоволення гуманітарних потреб цивільного населення країни. 1998 року ліміт був підвищений до 2,56 мільярдів доларів кожні півроку. У грудні 1999 року Рада Безпеки ООН зняла будь-які обмеження на кількість нафти, що експортується Іраком в обмін на продовольство.

## Розподіл коштів
Кошти, отримані рахунок постачання нафти, розподілялися так:
- 72 % було спрямовано на гуманітарні потреби.
- 25 % надходили до компенсаційного фонду, з якого відбувалася виплата репарацій.
- 2,2 % покривали адміністративні та операційні (технічні) витрати ООН.
- 0,8 % надходили на оплату технічних витрат під час здійснення програми контролю над нерозповсюдженням зброї масового поражения.

З тих 72 відсотків, які надходили на гуманітарні потреби, 59 % було виділено на укладання договорів щодо постачання продовольства та обладнання урядом Іраку для 15 центральних та південних губерній, а 13 % надходило до бюджету 13 південних провінцій, де ООН здійснювало гуманітарну програму від імені уряду Іраку.

## Забезпечення режиму санкцій

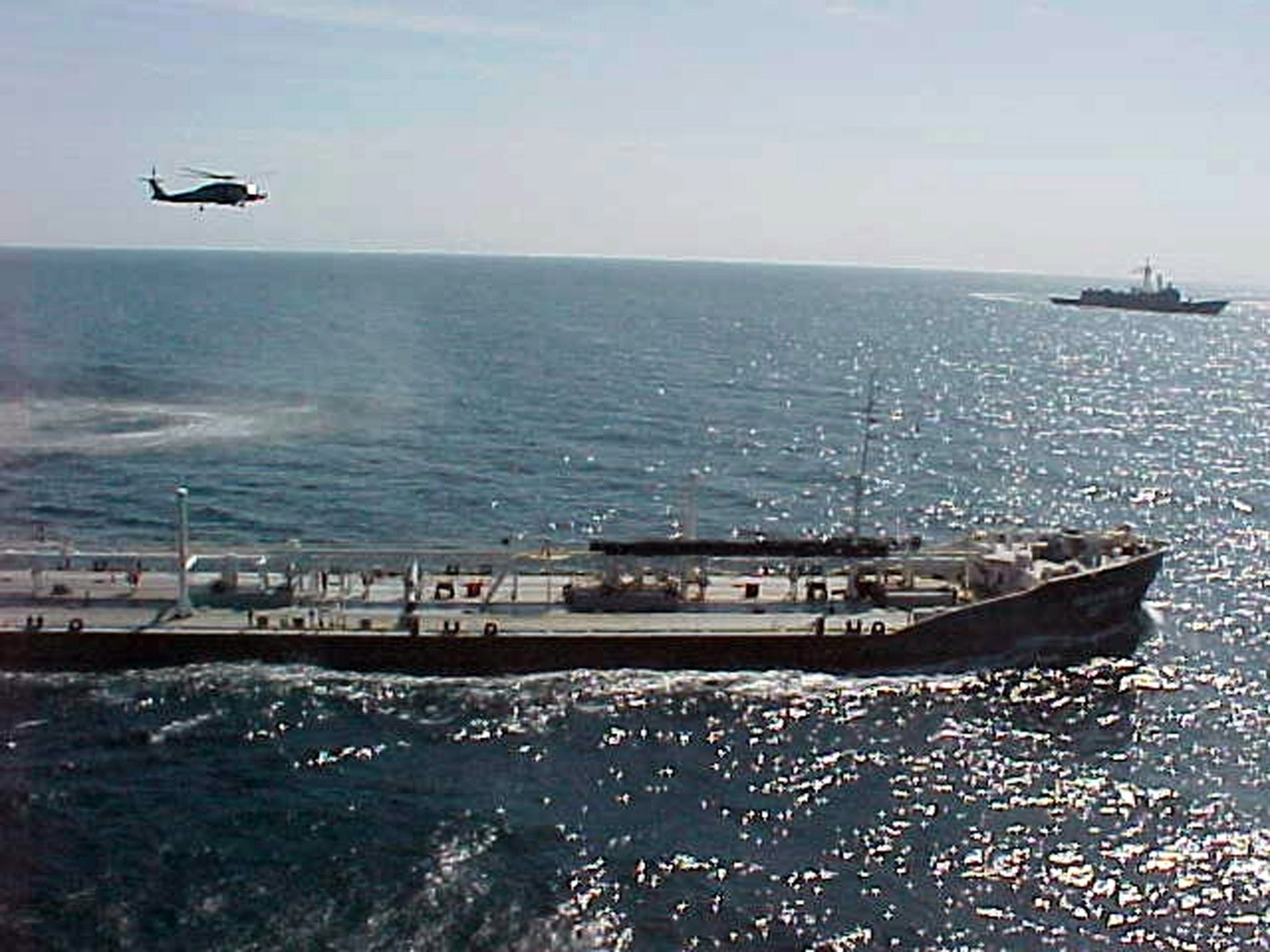
Американський вертоліт пролітає над російським танкером Волгонефть-147

Забезпечення дотримання санкцій насамперед гарантувалося фактором загрози застосування військової сили та механізмами правового тиску. Після ухвалення резолюції 665 США та їх союзниками було розроблено та впроваджено «систему міжнародного перехоплення» (англ. Multinational Interception Force), чиїм основним завданням було виявлення, огляд та можливе вилучення вантажів, а також затримання та огляд суден та їх екіпажів, які підозрювалися у постачанні тих чи інших несанкціонованих товарів до Іраку або вивозилися з Іраку. Правова сторона санкцій забезпечувалася індивідуальними діями, що робилися урядами окремих країн, які приєдналися та підтримували санкції проти Багдада. У виконання санкційних умов було доручено Управлінню контролю над іноземними активами (англ. Office of Foreign Assets Control (OFAC). Зокрема, 2005 року ця організація оштрафувала пацифістський благодійний фонд " Голоси дикої природи " (англ. Voices in the Wilderness), заснований американською пацифістською Кейті Келлі, на 20 000 доларів за перевезення заборонених товарів до Іраку без подання заявки на отримання експортної ліцензії відповідно до норми закону, що викликало шквал критики з боку багатьох правозахисних груп у різних країнах світу. Незважаючи на те, що лідера Іраку Саддама Хуссейна давно повалили, а в Іраку встановився прозахідний уряд, ще на момент 2011 року OFAC все ще намагається домогтися виплати штрафу на суму 10 000 доларів разом з відсотками від підприємця Берта Сакса за постачання лікарських препаратів жителям Басри півтора десятиліття тому. Ці медикаменти призначалися в першу чергу цивільному населенню (у тому числі і дітям), яке страждало від економічної депресії та хвороб, спричинених нестачею продовольства.

## Роль санкцій у обмеженні виробництва озброєння
Згідно з поширеною думкою західних військових експертів та політологів, що спеціалізуються на проблематиці Близького Сходу, завдяки санкціям вдалося досягти суттєвого обмеження іракського озброєння. Зокрема, американський військовий теоретик та один із розробників сучасної військової доктрини США Дуглас Фейт визнав, що санкції послабили військовий потенціал Іраку. Дослідники Джордж Лопес та Девід Котрайт вважають, що завдяки санкціям вдалося змусити Ірак погодитись на проведення регулярних інспекцій та моніторингу стратегії ліквідації зброї масового ураження. Також, на думку американських дослідників, за допомогою санкцій вдалося домогтися деяких поступок з боку Іраку щодо низки політичних питань, наприклад, щодо вирішення прикордонної суперечки з Кувейтом. Також експерти країн Заходу відзначають ключову роль санкцій у тому, що Іраку не вдалося відбудувати свою військову систему після війни в Перській затоці і в цілому санкції призвели до поступової демілітаризації країни. Також в умовах санкцій було заблоковано імпорт матеріалів та технологій для виробництва зброї масового ураження. Згодом Саддам Хуссейн зазначав під час допитів за участю слідчих ФБР, що «збройні сили Іраку були знищені санкціями ООН».

## Згубні наслідки санкцій для цивільного населення Іраку
За даними міжнародних організацій, які відслідковували наслідки санкцій, неодноразово наголошувалося, що громадянське населення Іраку суттєво постраждало від систематичного недоїдання та вживання низькоякісного продовольства. Також до негативних наслідків для пересічних жителів країни спричинила гостра нестача лікарських препаратів. Всі ці явища спровокували зростання захворювань, у тому числі контагіозних, серед різних вікових та соціальних груп населення, а додатковим фактором для поширення інфекцій стала нестача чистої питної води. У 2001 році голова наукового комітету Медичної Асоціації Іраку направив повідомлення на адресу британського періодичного видання The BMJ (колишня назва англ. British Medical Journal), в якому закликав поширити відомості про катастрофічні наслідки торговельно-економічних санкцій, які торкнулися іракської системи охорони здоров'я, фактичним творцем якої став іракський лідер Саддам Хуссейн. Інші іракські правозахисники та громадські діячі також закликали міжнародне співтовариство призупинити дію антиіракських санкцій, які за неповні десять років призвели до згубних наслідків та поширення небезпечних захворювань серед мирного населення країни.
Сучасна іракська економіка багато в чому будується на нафтовому експорті. 1989 року сектор нафтових поставок становив 60 % від ВВП країни. Результатом цієї залежності від постачання енергоносіїв стало закономірне звуження економічної бази у зв'язку з санкціями; як наслідок постраждав також агропромисловий комплекс Іраку, скорочення виробничих потужностей якого розпочалося з 1990-х років. Ряд експертів сходиться на думці, що введені на початку 1990-х санкції мали руйнівний вплив на розвиток економіки та загальний рівень продовольчої безпеки,таким чином, до весни 2003 року, коли західна коаліція розпочала військове вторгнення до Іраку, держава вже була суттєво ослаблена внаслідок тривалої політики санкцій, яка демонтувала економічну систему країни.

## Брак продовольства. Розповсюдження захворювань
Тим не менш, незабаром після імплементації санкцій уряд Іраку з метою послабити їх вплив розробив систему безкоштовних поставок продовольства з розрахунку 1000 калорій на людину на день або 40 % від денної норми, що стало ключовим фактором виживання для незахищених верств населення. У травні 2000 року ЮНІСЕФ зазначила в одному зі своїх повідомлень, що приблизно половина всіх дітей Іраку молодше за п'ять років страждала від діареї (притому що відсоток дитячого та підліткового населення в Іраку 1990-х років був дуже високий, зокрема, на 2000 45 % населення країни становили люди віком до 14 років включно, що було одним із рекордних показників у регіоні та у світовому масштабі). Внаслідок санкцій дохід на душу населення в Іраку впав з 3510 доларів у 1989 році до 450 доларів у 1996 році, і особливо сильний вплив на зниження рівня доходів справила девальвація іракського динара.

## Зміна ролі жінки
В епоху Саддама Хуссейна з початку 1970-х років Ірак став однією з небагатьох держав на близькому сході, яка інвестувала значні кошти у створення системи загальної освіти для дівчаток і жінок. Однак у зв'язку з санкційними заходами разом із зростаючою мілітаризацією початку 1990-х років рівень освіти серед жіночого населення почав неухильно знижуватися. Економічні труднощі у поєднанні з військовими втратами призвели до того, що в останні півтора десятиліття до початку збройної інтервенції 2003 року в Іраку збільшилася кількість домогосподарок та працюючих жінок.

## Наслідки заборони на ввезення хлору
Однією з найбільш складних проблем стали обмеження на імпорт хлору в Ірак у зв'язку з тим, що хлор як вихідний матеріал може використовуватися для створення отруйного газоподібного хлору. Заборона на постачання хлору в країну призвела до різкого скорочення рівня очищення питної води та вкрай несприятливих наслідків для населення. Зокрема, після огляду низки водоочисних споруд у Багдаді президент Асоціації санітарних хіміків та техніків (англ. Sanitary Chemists & Technicians Association) відзначив високий рівень захворювань населення столиці через відсутність чистої води та рекомендував пом'якшити умови санкцій, дозволивши постачання рідкого хлору до Іраку для дезінфекції системи водопостачання.

## Думка про санкції. Демарш Холлідея
1 вересня 1997 року координатором гуманітарної програми ООН у Багдаді був призначений Девід Холлідей, який, прибувши до Іраку з ознайомчою місією, зазнав шоку від загального економічного та фізичного стану місцевого населення, внаслідок чого в жовтні 1998 року він свідомо пішов у відставку після 3 літньої дипломатичної та правозахисної кар'єри в різних відомствах та установах ООН для того, щоб мати можливість вільно критикувати вкрай репресивний режим санкцій, від яких страждало просте іракське населення. Сам Холлідей категорично відмовився керувати втіленням санкцій у життя, зазначивши: "Я не хочу вводити програму, яка по суті відповідає міжнародному визначенню поняття " геноцид ". Цей вислів викликав неоднозначну реакцію в дипломатичних колах ООН та серед груп західних політологів, які займаються проблематикою Близького Сходу. Наприклад, Софі Бухарі, журналістка, яка працювала в ООН, заявила, що «деякі експерти у галузі юриспруденції проти використання такої термінології». Скептично до заяви Девіда Холлідея віднісся фахівець у галузі міжнародного та регіонального права Маріо Бетатті, який різко висловився на адресу чиновника, який подав у відставку: «люди, які так кажуть, не знаються на праві. Природно, ембарго мало несприятливий вплив на жителів Іраку, але це зовсім не злочин проти людяності чи геноцид». Так чи інакше, низка високопосадовців ООН, у тому числі й Холлідей, критикували санкційну стратегію проти Іраку, кваліфікуючи санкції як жорстокі та цинічні репресії проти іракського народу. Зокрема, німецький дипломат-правозахисник Ханс фон Спонек, який став наступником Холлідея на посаді координатора гуманітарної програми ООН з Іраку, також висловив рішучий протест щодо суворості санкцій, назвавши наслідки, до яких призвели санкції, «справжньою людською трагедією». Ютта Бургхардт, голова відділення Всесвітньої продовольчої програми в Іраку, підтримала ці заяви і наголосила на жорстокості та нелюдяності санкційного режиму та його згубному характері для населення Іраку, яке поставлено на межу тяжкої гуманітарної катастрофи.